# Ім Су Чон (тхеквондистка)
Ім Су Чон  (кор. 임수정, 20 серпня 1986) — південнокорейська тхеквондистка, олімпійська чемпіонка.

## Виступи на Олімпіадах
| Олімпіада  | Дисципліна | Місце |
| ---------- | ---------- | ----- |
| Пекін 2008 | до 57 кг   | 1     |